# Manuela Mager
Manuela Mager, née le 11 juillet 1962 à Dresde, est une patineuse artistique est-allemande qui concourait en couple avec Uwe Bewersdorff.

## Biographie

### Carrière sportive
Elle remporte notamment la médaille de bronze lors des Jeux olympiques d'hiver de 1980 se déroulant à Lake Placid aux États-Unis. La même année elle remporte la médaille d'argent mondiale. Elle a gagné le championnat d'Allemagne de l'Est à deux reprises. En 1978 elle remporte également la médaille d'argent du championnat du monde ainsi que la médaille de bronze européenne.

## Palmarès
| Compétitions                      | 1977 | 1978 | 1979 | 1980 |
| Jeux olympiques d'hiver           |      |      |      | 3e   |
| Championnats du monde             | 5e   | 2e   |      | 2e   |
| Championnats d'Europe             | 4e   | 3e   |      | 5e   |
| Championnats d'Allemagne de l'Est | 1re  | 1re  |      | 2e   |
| Légende : F= Forfait              |      |      |      |      |